# Mères des abandonnés et de saint Joseph de la montagne
Les Mères des abandonnés et de saint Joseph de la montagne (en latin : Institutum Sororum Matrum Derelictorum) sont une congrégation religieuse féminine hospitalière de droit pontifical.

## Historique
L'institut est fondé par Petra Pérez Florido (1845-1906) novice chez les sœurs de la charité de Notre-Dame de la Merci. Elle quitte la congrégation en 1879 avec quelques sœurs pour se rendre disponible auprès de l'évêque de Malaga pour le service des pauvres. Avec l'autorisation de l'évêque (25 décembre 1880), les cinq premières mères des abandonnés prennent l'habit religieux à Vélez-Málaga le 2 février 1881.
La congrégation se répand rapidement dans toute l'Espagne : des collèges, des orphelinats et des maisons de retraite pour les nécessiteux sont ouverts à Malaga, Ronda, Gibraltar, Andújar, Barcelone, Martos, Manresa, Valence et Arriate ; En 1901, la mère Pérez Florido fonde également à Barcelone un sanctuaire dédié à saint Joseph (San José de la Montaña) à qui l’institut est dédié.
Le pape Léon XIII accorde le décret de louange le 17 juillet 1891 et le 14 juin 1958, le pape Pie XII approuve définitivement leurs constitutions religieuses.

## Activités et diffusion
Les sœurs se consacrent principalement à aider les enfants et les personnes âgées sans moyens de subsistance et gérent des résidences universitaires.
Elles sont présentes en: 
- Europe : Espagne, Italie.
- Amérique du Nord et centrale : États-Unis, Guatemala, Mexique.
- Amérique du Sud : Argentine, Chili, Colombie.

La maison généralice se trouve à Valence. 
En 2017, la congrégation comptait 303 sœurs dans 45 maisons.